# Palazzo Ducale (Sassuolo)
Il Palazzo Ducale di Sassuolo sorge nella cittadina omonima in piazzale della Rosa. Costituisce parte integrante delle "Gallerie Estensi di Modena", da cui dipende.
Nel 2016 ha registrato 22 394 visitatori.

## Storia

### Origini
Il seicentesco palazzo ducale trae origine da un precedente castello, detto comunemente Rocca, costruito nel 1458 da Borso d'Este, sovrano del marchesato di Ferrara e del ducato di Modena e Reggio, del quale Sassuolo faceva parte.
Il castello passò poi ad un ramo della famiglia Pio di Savoia, cui gli Este concessero il feudo di Sassuolo nel 1499. Cento anni dopo, alla morte, senza figli maschi di Marco Pio di Savoia, il duca Cesare d'Este, quasi a compensazione di essere stato lui stesso appena spossessato da papa Clemente VIII del ducato di Ferrara, in quanto considerato illegittimo, confiscò a sua volta il feudo di Sassuolo, rifiutando di riconoscere i buoni diritti di successione dello zio paterno di Marco. Il castello fu poi fatto trasformare in palazzo dal nipote di Cesare, il duca Francesco I, uomo colto e molto ambizioso che, nonostante l'esiguità del suo piccolo ducato, svolse un'attività politica di respiro europeo e volle che la sua corte potesse stare alla pari delle grandi corti d'Europa.

### Il palazzo barocco

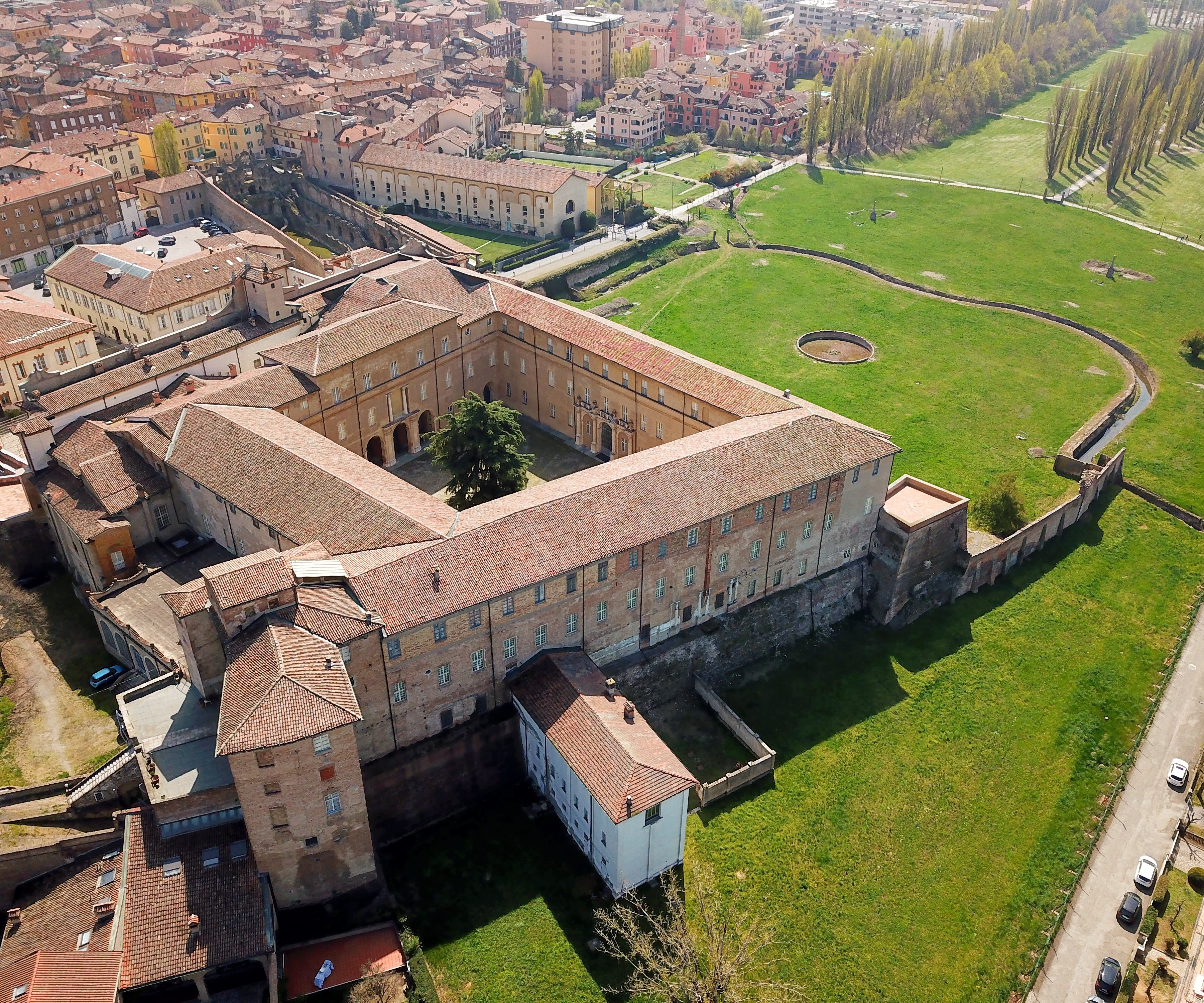
Veduta aerea del complesso.

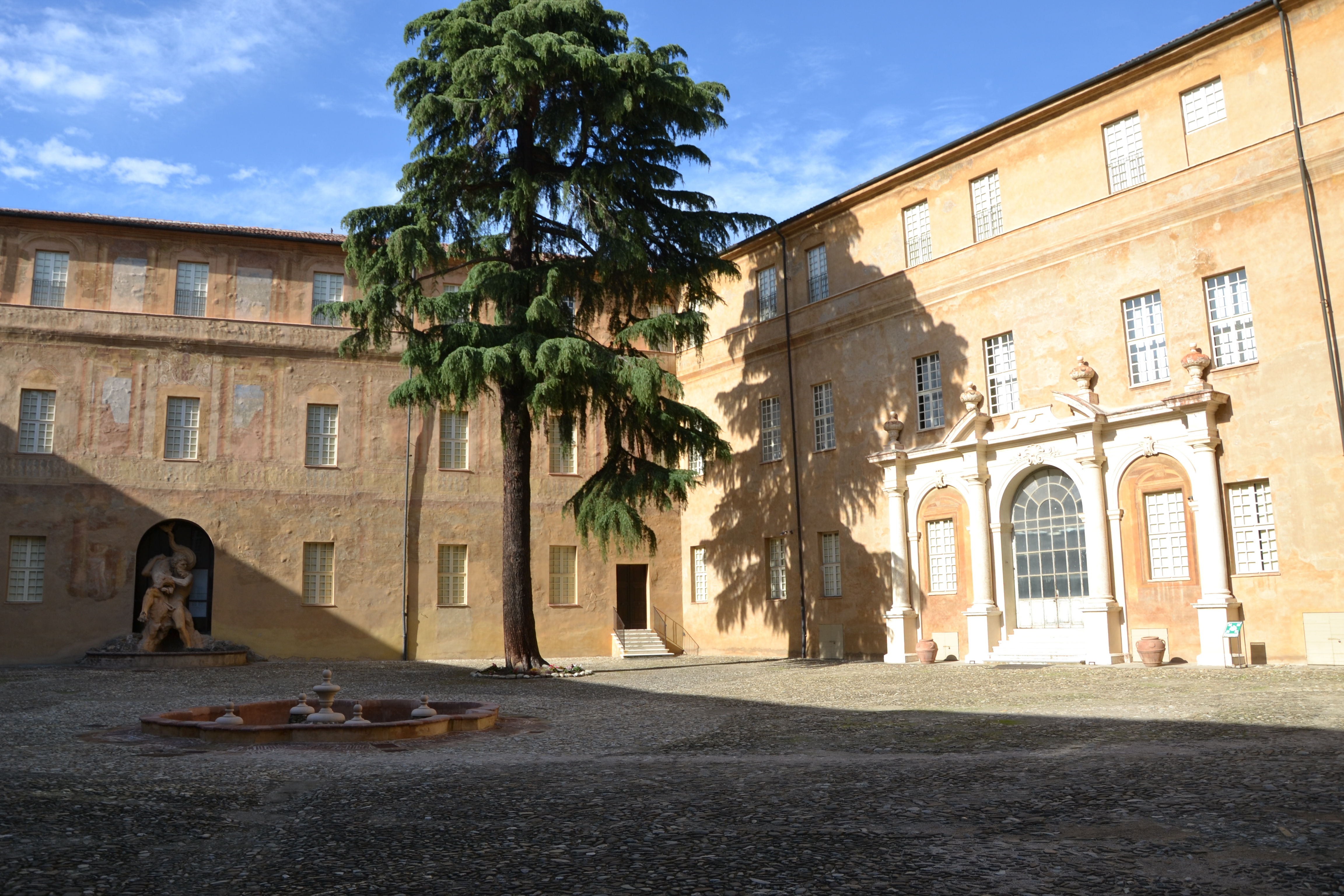
Cortile d'onore

Francesco I intraprese una serie di costruzioni pregiate, come la splendida Villa delle Pentetorri a Modena, opera dell'architetto di corte Gaspare Vigarani, destinata agli ospiti del duca (distrutta completamente da un bombardamento durante l'ultima guerra); e il grandioso palazzo ducale di Modena, su progetto di Bartolomeo Avanzini. Soddisfatto del lavoro di quest'ultimo, il duca gli affidò anche l'incarico di costruire al posto della vecchia Rocca di Sassuolo un ampio palazzo per la villeggiatura della corte (Sassuolo essendo situato ai piedi delle prime colline appenniniche ha un clima complessivamente migliore di quello di Modena per ciò che riguarda il tasso di umidità e le nebbie autunnali).
I lavori iniziarono nel 1634 e vi lavorarono diversi artisti dell'epoca fra cui il francese Jean Boulanger, a cui si deve gran parte dell'apparatato decorativo del palazzo.

### Storia moderna
Durante l'occupazione napoleonica, fuggito il duca estense, il palazzo fu venduto al conte Carlo Amabile Demarzit Sahuguet d'Espagnac e subì diversi passaggi. Negli ultimi anni dell'Ottocento finì anche ad essere utilizzato da un salumificio e il grande parco del palazzo divenne un'azienda agricola. Per interessamento dell'allora principe ereditario Umberto di Savoia, fu acquisito dallo Stato ed assegnato all'Accademia militare di Modena che se ne servì parzialmente e saltuariamente per corsi speciali degli allievi ufficiali e come sede sussidiaria in caso di necessità durante i concorsi d'ammissione.

### Storia contemporanea
Recentemente si è iniziato un restauro a cura della Sovrintendenza al patrimonio artistico di Modena, sicché diverse sale e la grandiosa galleria sono visibili al pubblico e al suo interno sono state fatte alcune mostre. Si sta ora studiando col Ministero dei Beni culturali, con la Sovrintendenza e col Comune di Sassuolo la sua nuova destinazione d'uso, avendo l'Accademia rinunciato definitivamente a servirsene.

## Descrizione

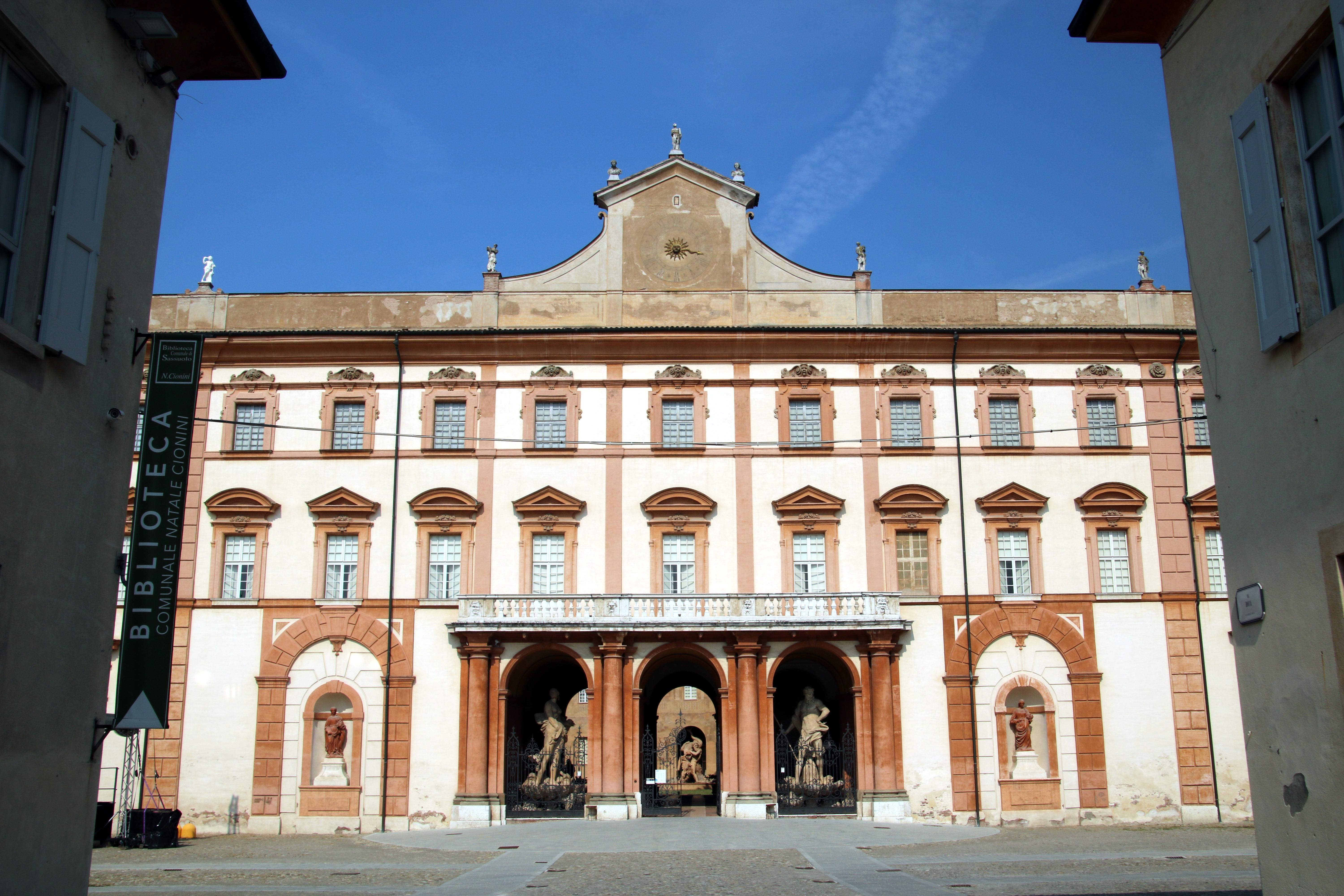
La facciata principale.

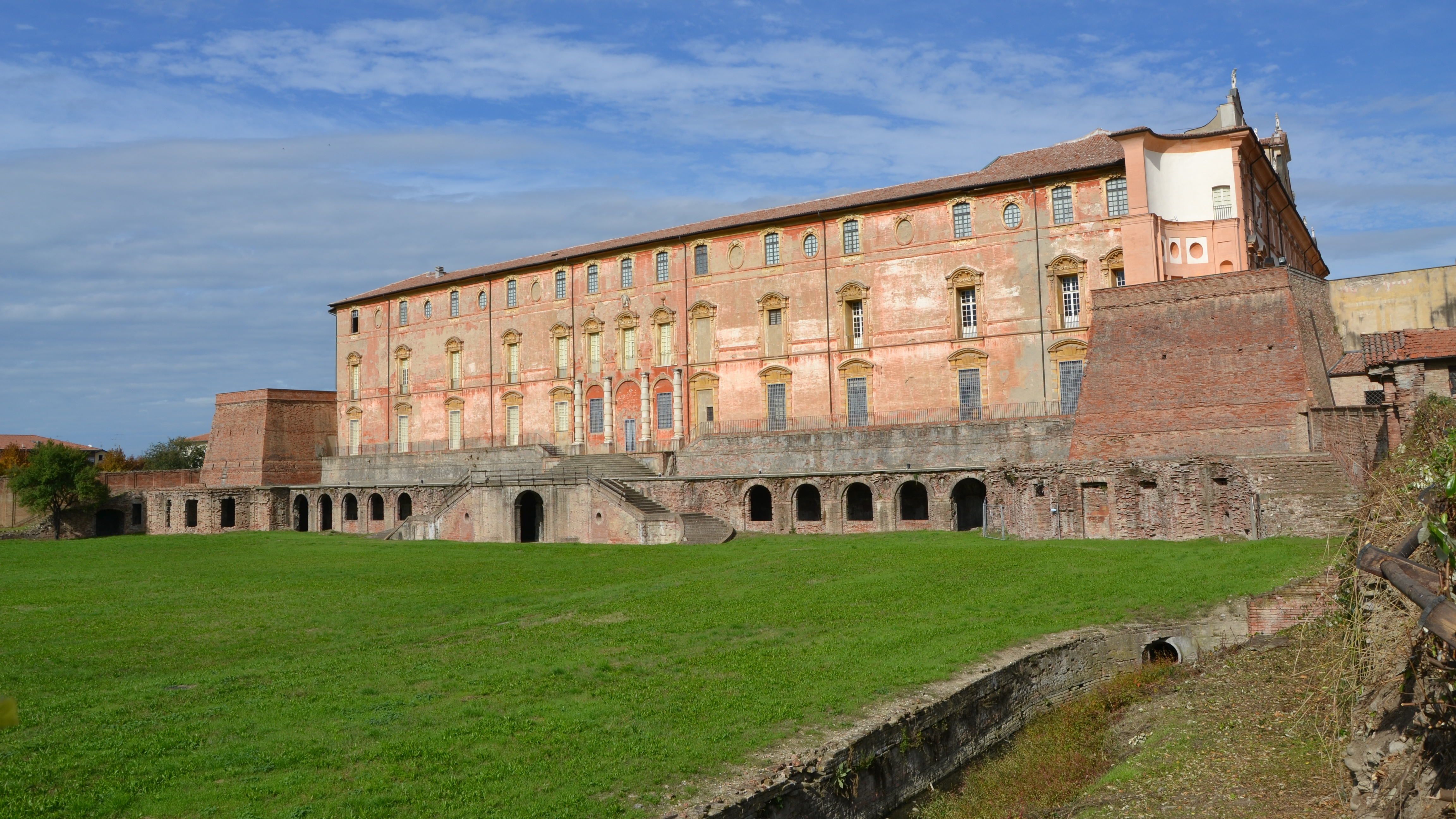
La facciata sul giardino.

### Esterno
Sulle fondamenta del vecchio castello quadrangolare l'Avanzini costruì un palazzo monumentale inglobando parti della rocca. L'edificio fu decorato principalmente dal pittore francese Jean Boulanger, oltre ad altri artisti italiani dell'epoca come Giovanni Giacomo Monti, Baldassarre Bianchi, Pier Francesco Cittadini, Michelangelo Colonna e il Guercino.
Si impone con la sua mole sull'abitato e si sviluppa su un quadrilatero irregolare intorno a un cortile centrale. Le due ali più lunghe sono caratterizzate dalle facciate, quella principale, sul lato sud-est, a due ordini di finestre su un porticato centrale a tre fornici e sormontata da timpani e orologio, dà sulla piazza Della Rosa; mentre quella del giardino, sul lato sud-ovest, a tre ordini di finestre, dà sul parco.
Sotto il portico d'entrata della facciata, nelle arcate laterali, si trovano due statue raffiguranti Galatea e Nettuno, opera di Antonio Raggi di Vico Morcote detto il Lombardo. Di fronte all'arcata centrale, in fondo al cortile interno, è la fontana con Nettuno iscritta in una grande nicchia, su disegno del Bernini.

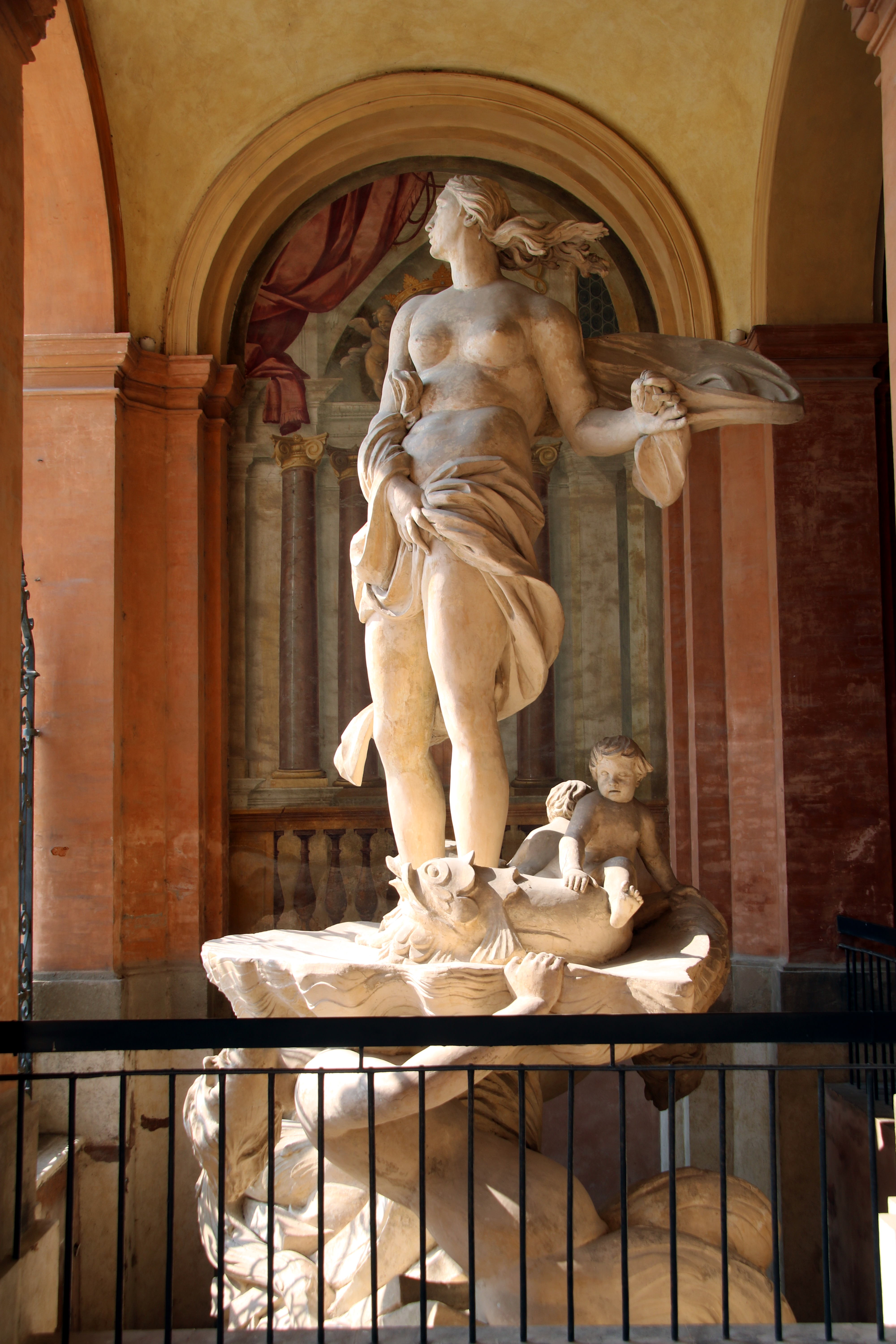
Galatea
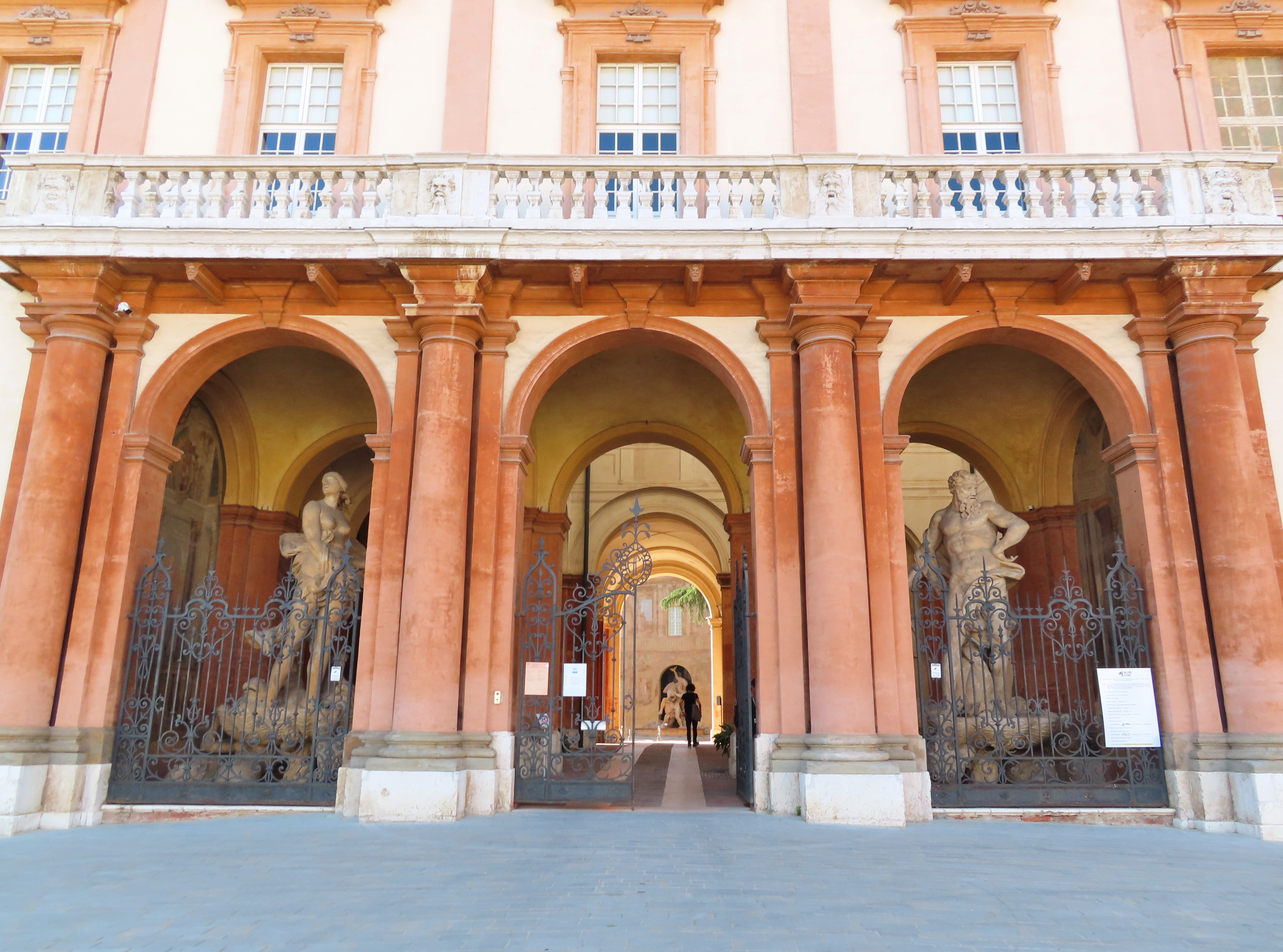
Il portico d'ingresso
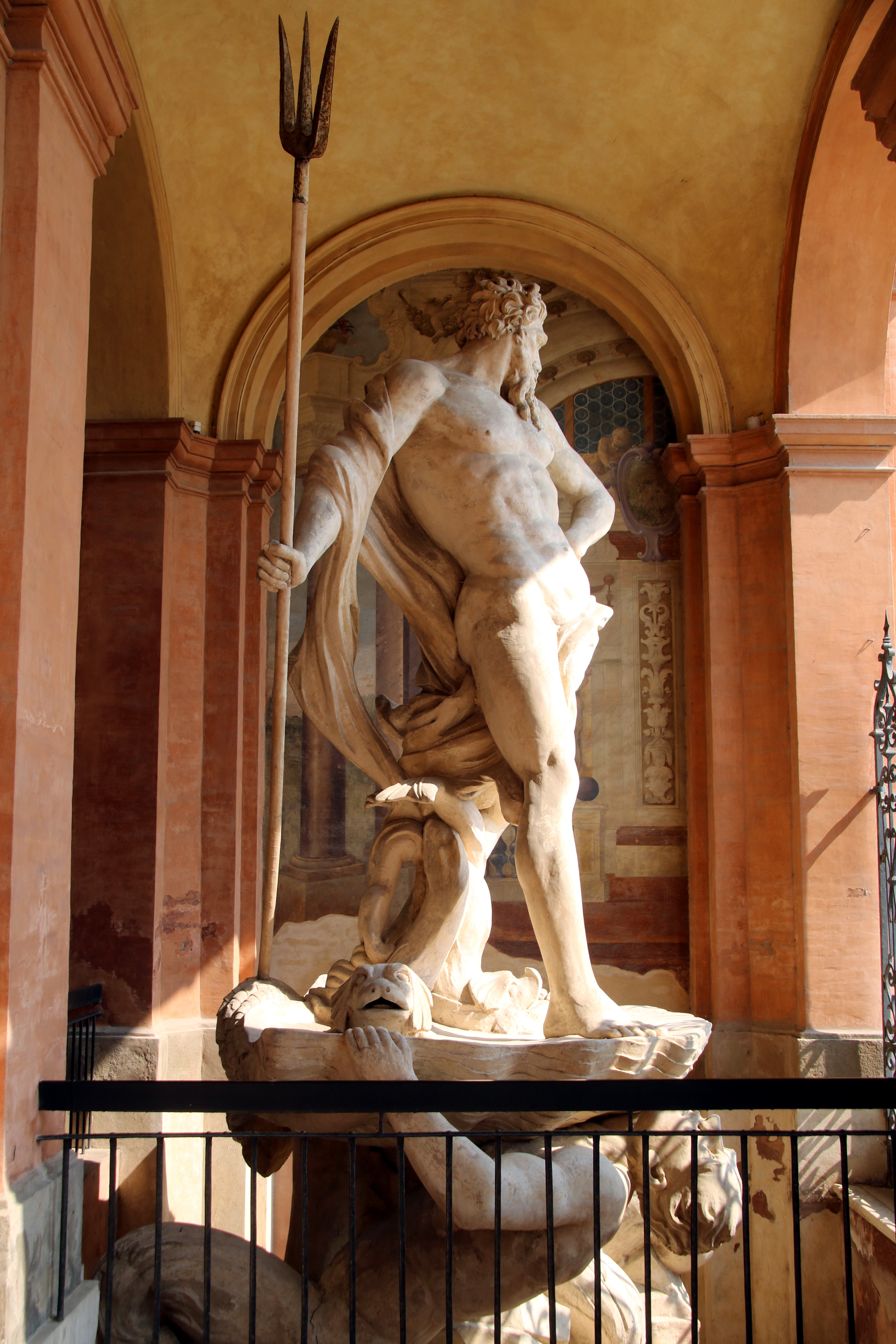
Nettuno

### Interno

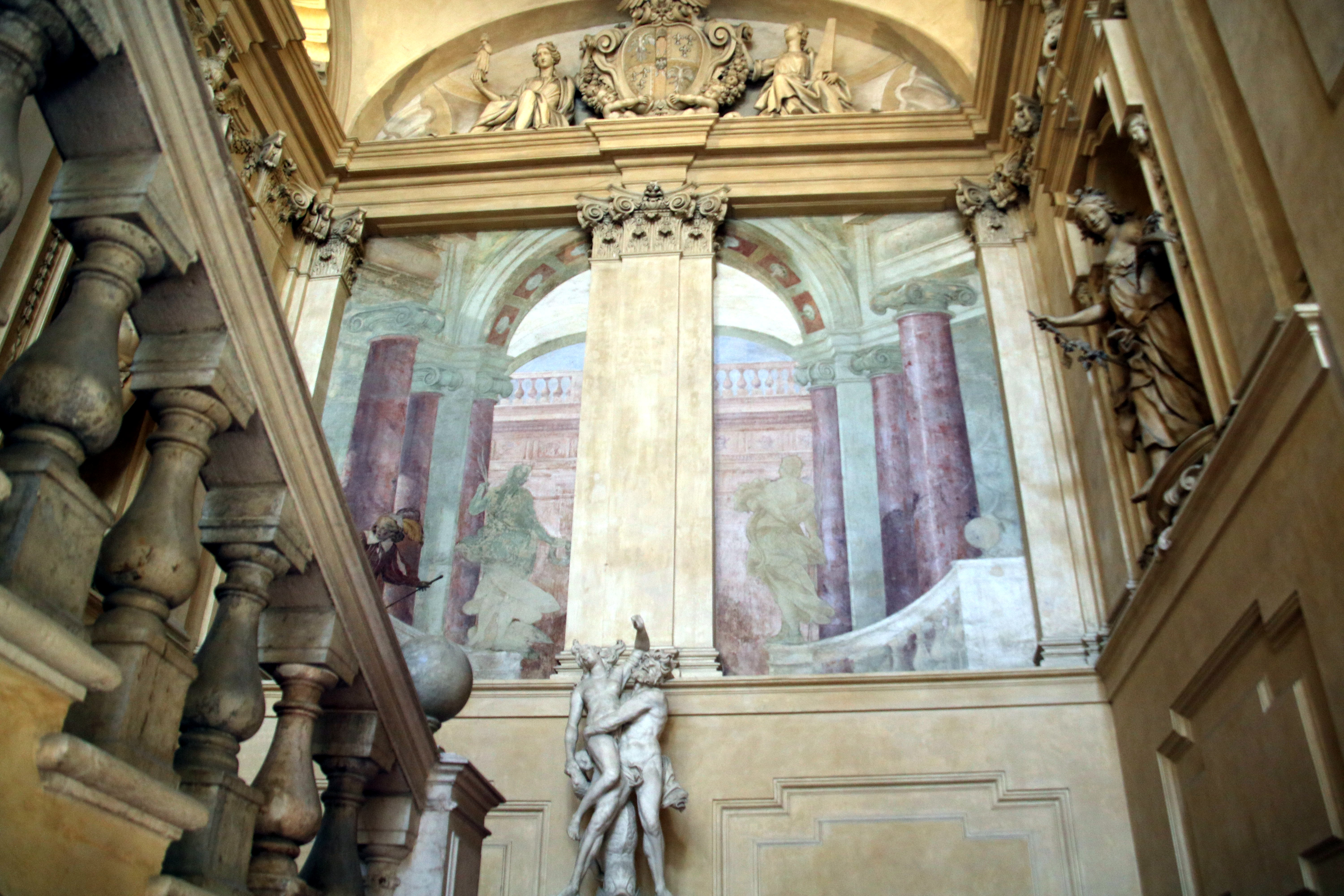
Lo Scalone d'onore

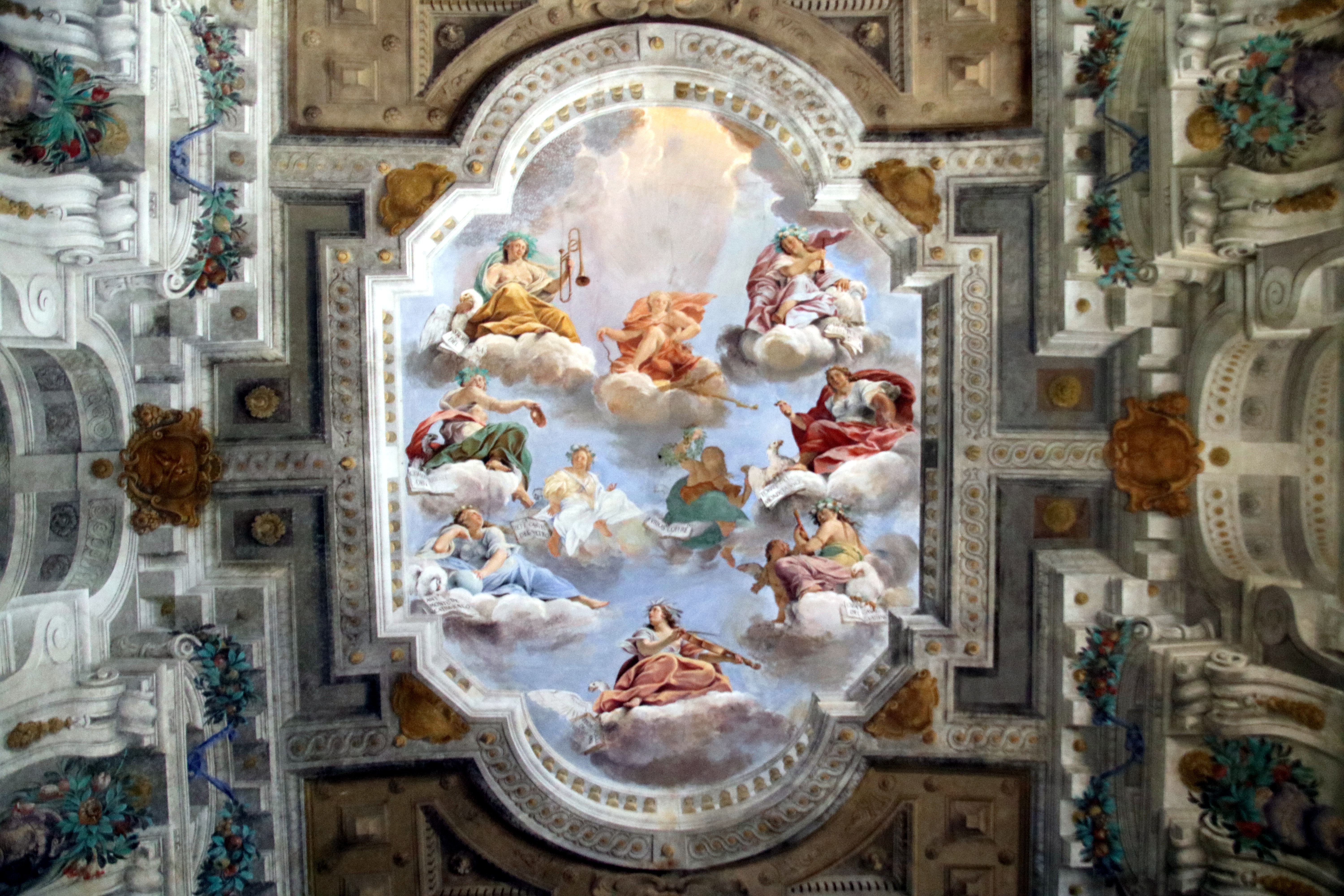
La volta del Salone delle Guardie

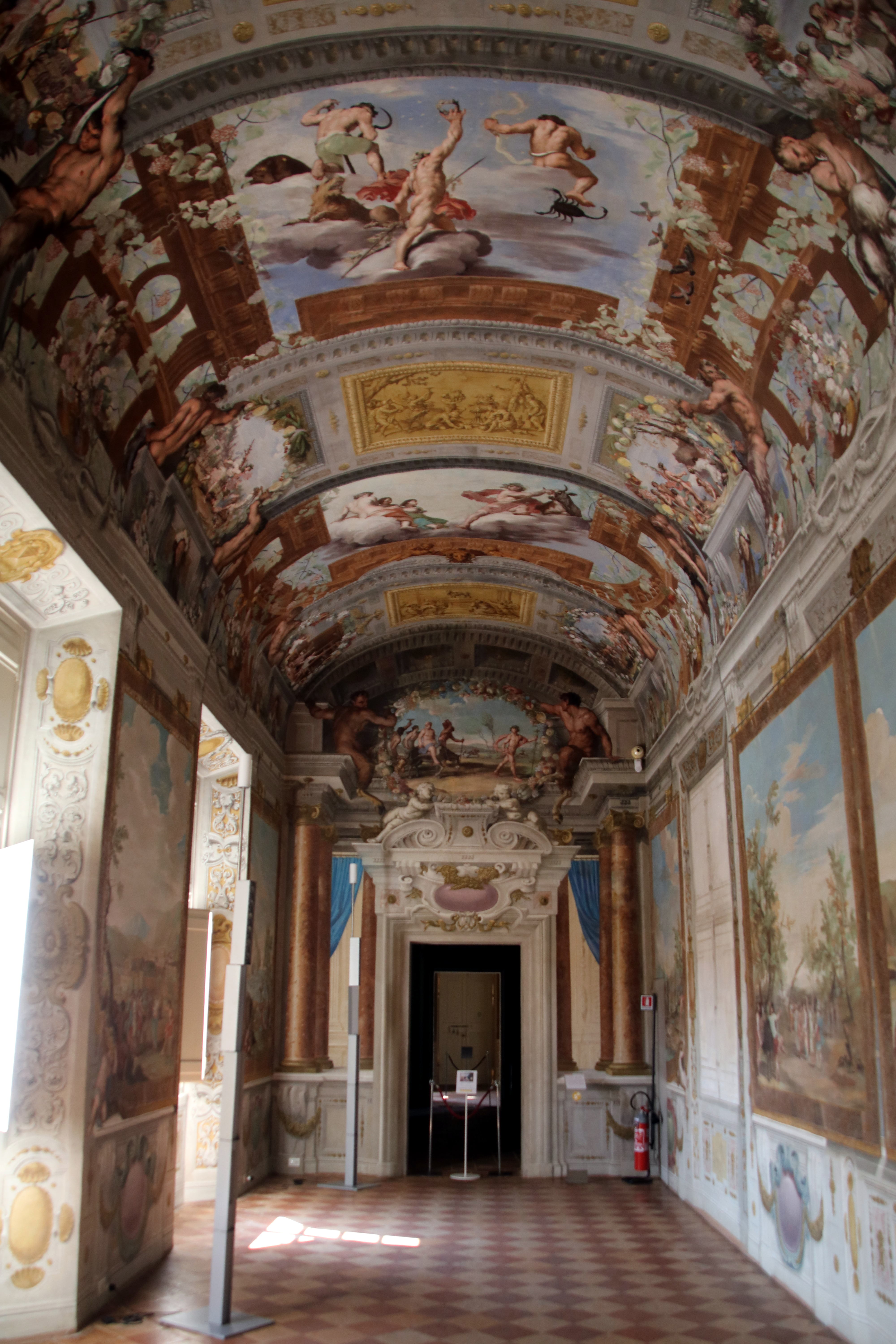
La Galleria di Bacco

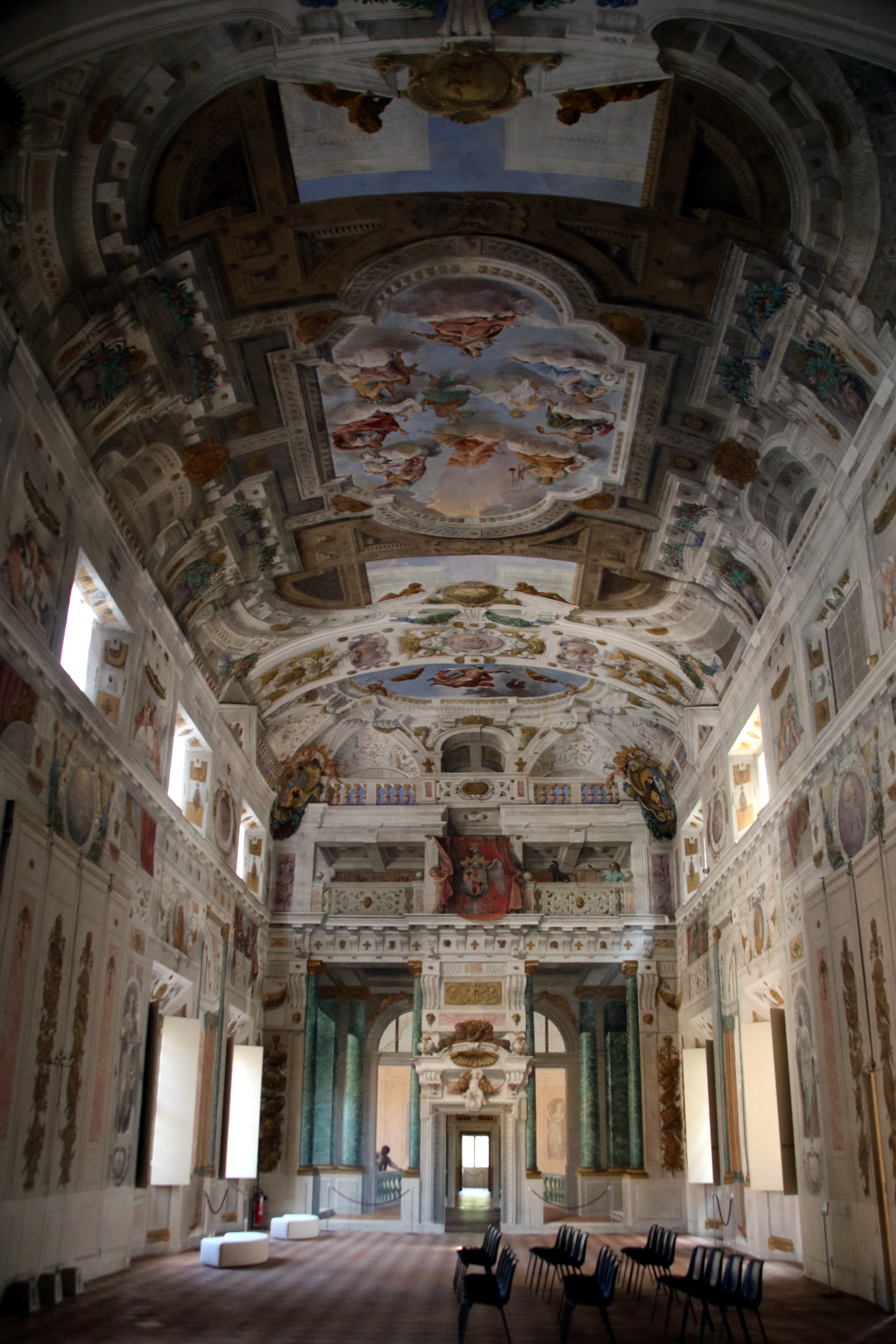
Il Salone delle Guardie

Uno scalone monumentale a due rampe sale al primo piano. Lungo di esso, in due nicchie, sono poste due statue rappresentanti l'Allegrezza e l'Eternità opera di Maschio Lattanzio. Fra di esse è il gruppo scultoreo del Ratto di Proserpina. I dipinti prospettici delle pareti del cortile e dello scalone sono dovuti ad Agostino Metelli, al Colonna, al Monti e al Bianchi.
Al primo piano si apre la grande Galleria di Bacco, con quadrature e ornati di Monti e di Bianchi e figure del Boulanger. Le scene sono tratte dalla mitologia di Bacco e sono raffigurate in una grandiosa successione di colori e forme che vanno dalle pareti alla volta. Dalla galleria, ricavata sulla facciata verso la piazza che precede il palazzo, si accede agli appartamenti del duca e della Duchessa, affrescati con scene mitologiche e allegorie di varie Virtù ad opera del Boulanger e in piccola parte dal suo allievo Pietro Galluzzi da Urbino.
Nella Sala della Fama, detta anche dei cavalli, secondo un'antica descrizione del palazzo, vi erano sei grandi tele rappresentanti sei Principi estensi a cavallo, opere d'insigni pittori italiani. Due tele mancano e furono portate a Parigi ai tempi dell'occupazione napoleonica e poi vendute. Su una parete è dipinto Francesco I a cavallo con lo sfondo della città di Modena, con la cittadella pentagonale fatta costruire da lui a difesa della città. È opera del noto pittore Lodovico Lana. Nella stessa parete è un quadro attribuito a Dosso Dossi raffigurante Alfonso I d'Este in armatura di guerra su un cavallo sauro e, in lontananza, un fatto d'armi in cui si distinse il duca che costrinse alla fuga le truppe pontificie che volevano sorprendere e conquistare Ferrara. Il Salone delle Guardie è anch'esso interamente affrescato dal Colonna e dal Monti ed è dedicato alle glorie di Casa d'Este.

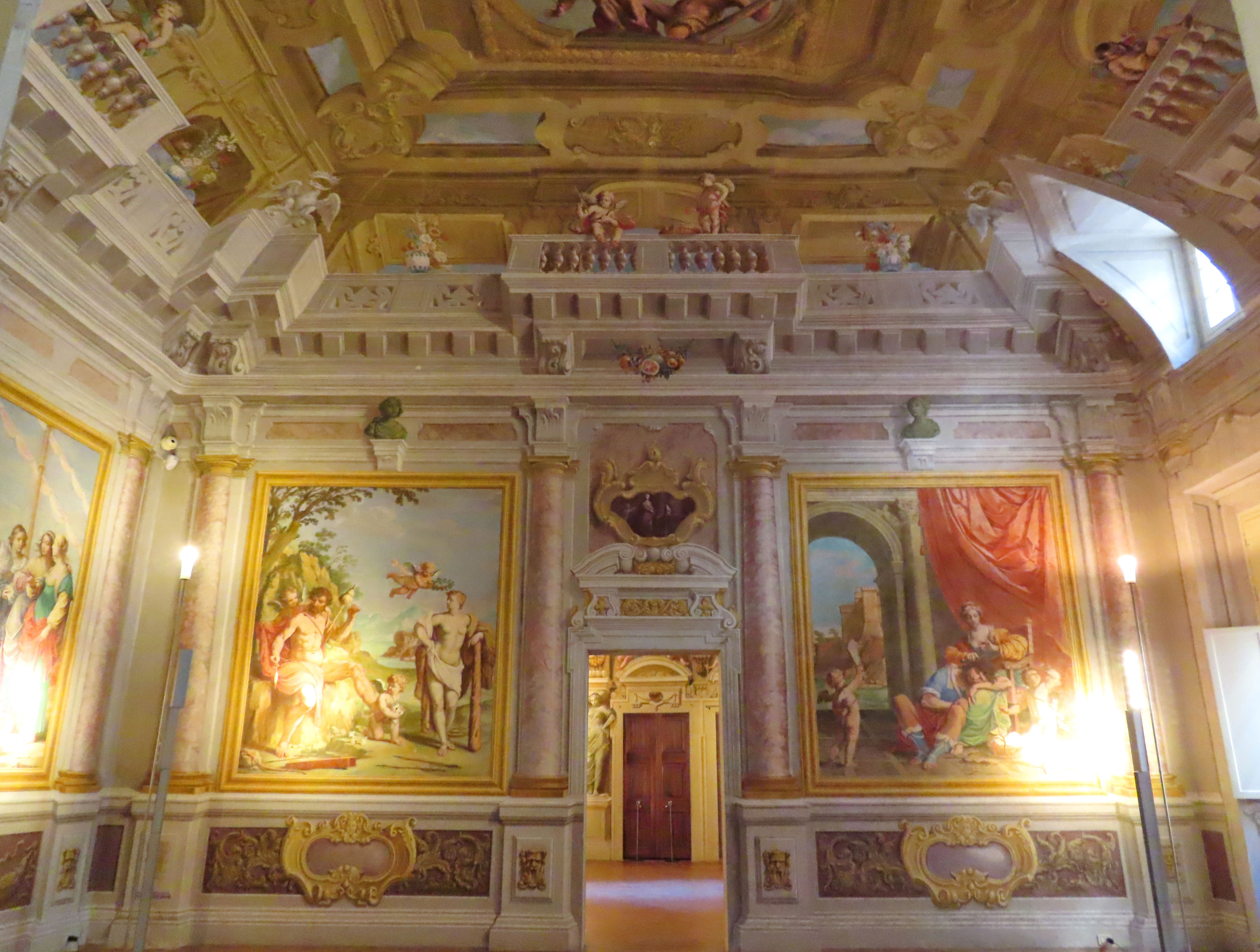
La Camera dell'Amore
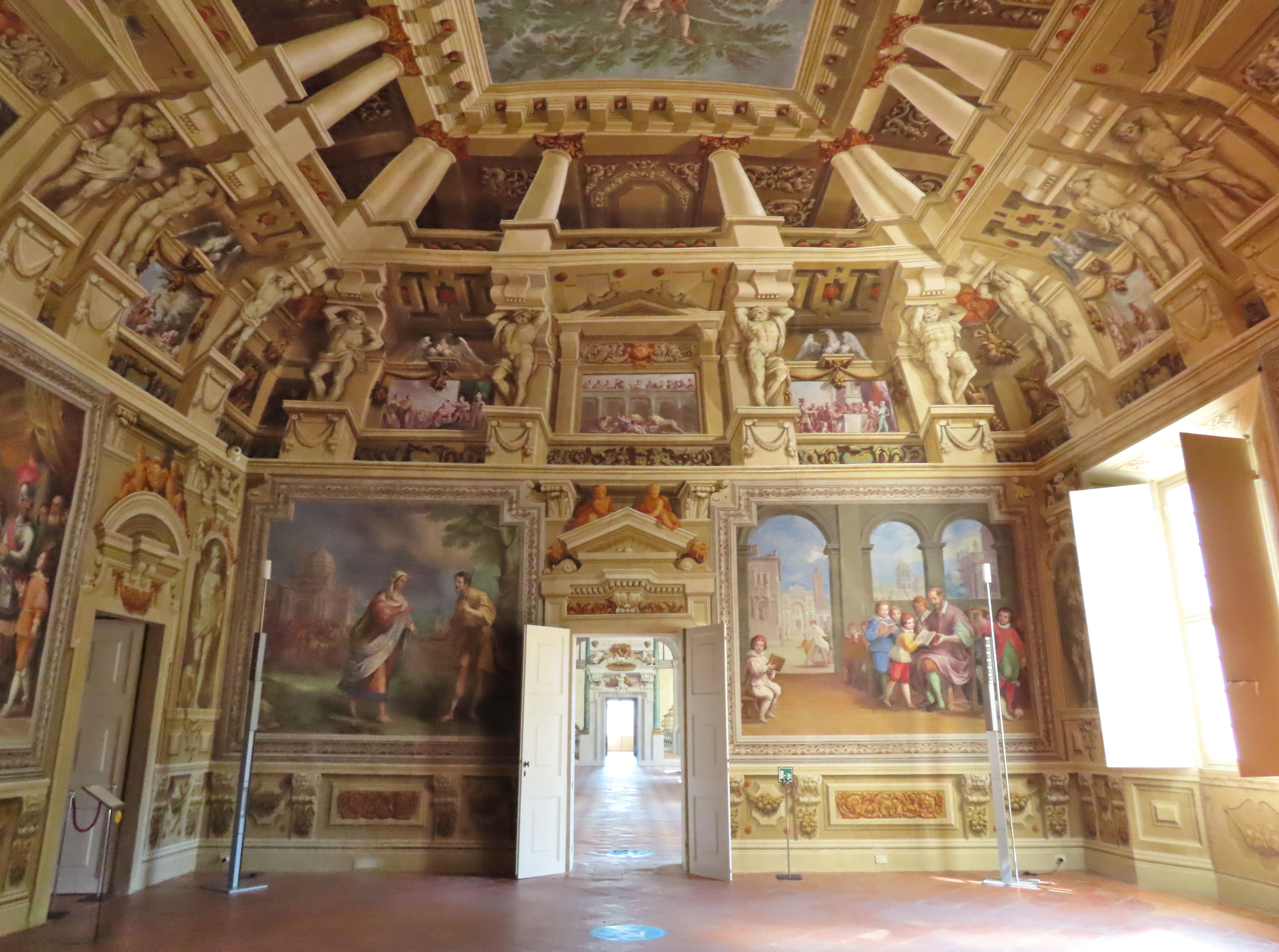
La Camera della Fortuna
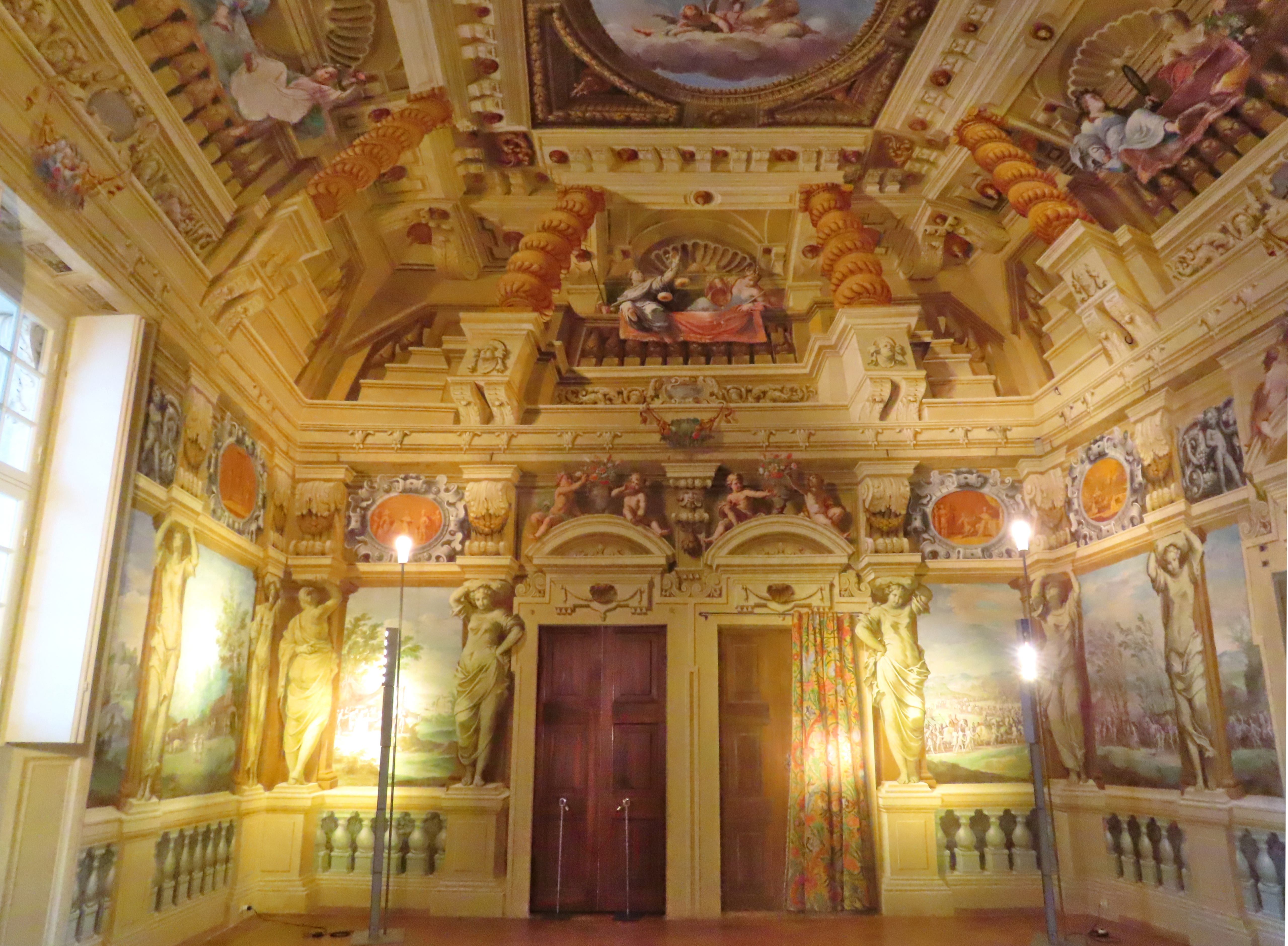
La Camera delle Virtù estensi

## Il Parco ducale

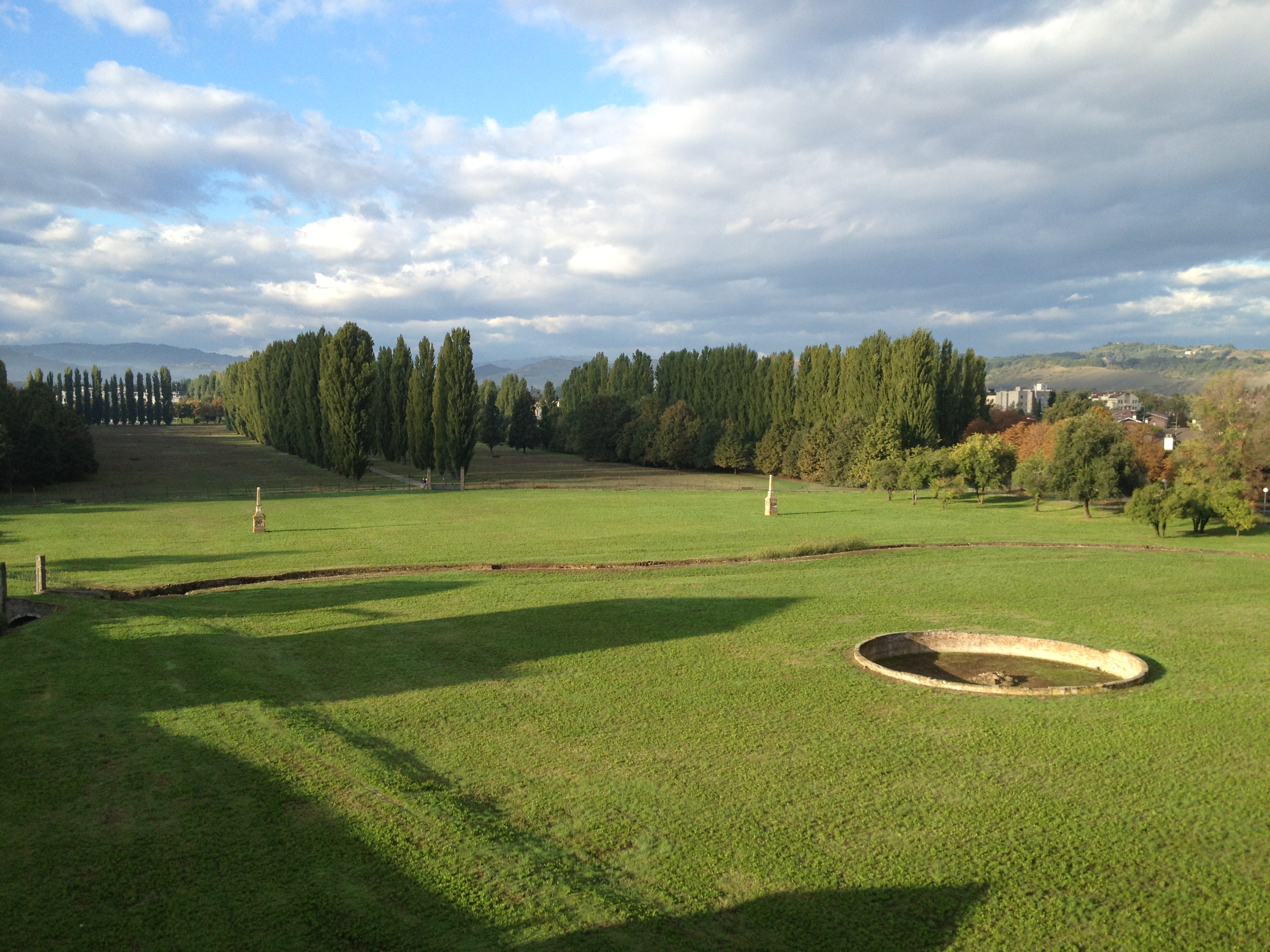
Parco Ducale

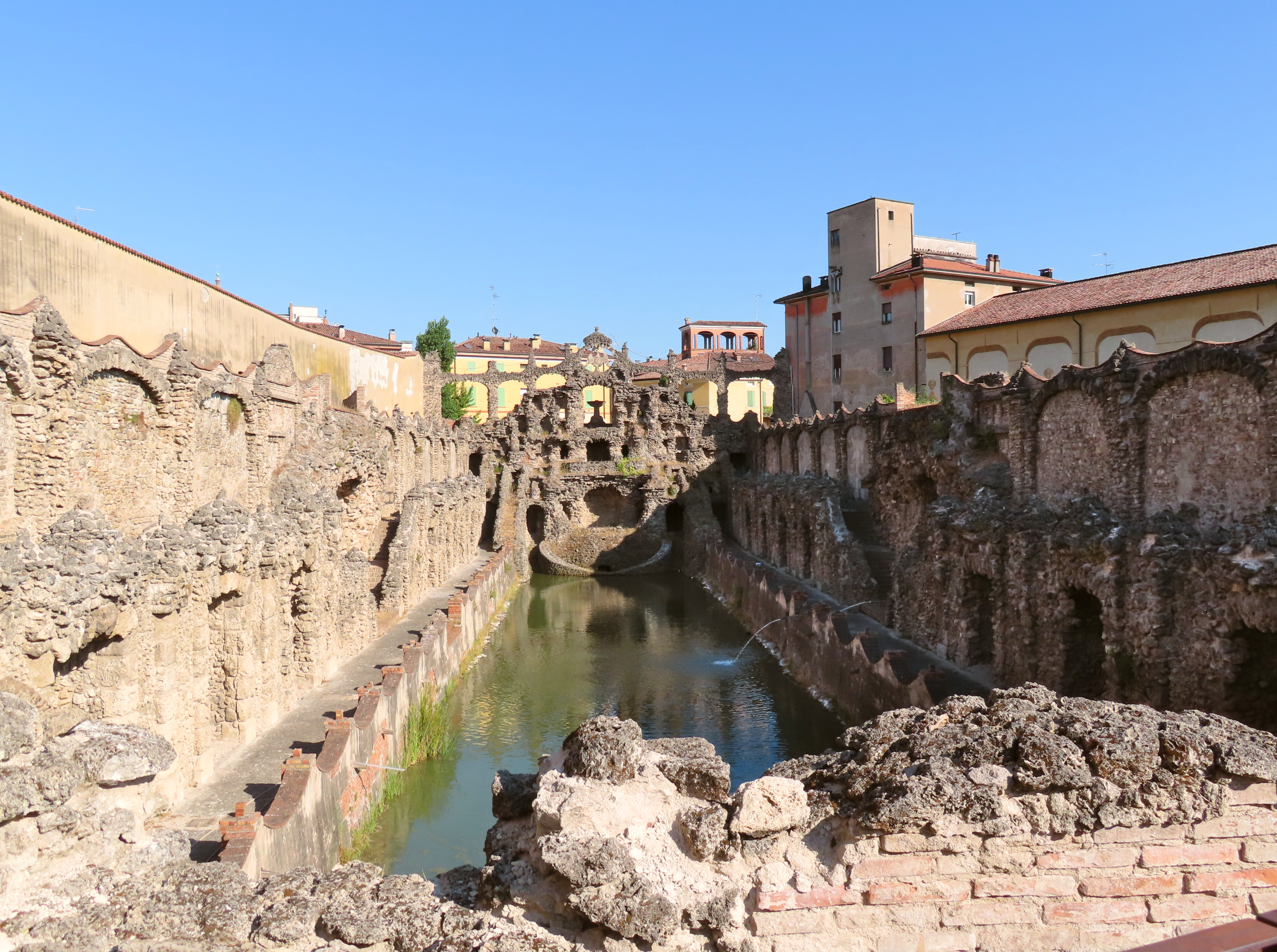
Peschiera o “Fontanazzo”

Il grandioso parco, che si estendeva fino alle colline, è accessibile dal palazzo attraverso un'ampia scalinata a più rampe. Era ornato di statue, tra cui una di Bernardo Falconi di Bissone, e di fontane che si cerca oggi di restaurare. Addossato a un angolo del palazzo si trova ancora l'antica Peschiera, o "Teatro delle Fontane", detto comunemente "Fontanazzo"opera barocca realizzata dalla collaborazione di Bartolomeo Avanzini e Gaspare Vigarani. Dal 1749 è stato supervisore del parco l'ingegnere modenese Pietro Andrea Abbati.
Il parco è utilizzato come parco pubblico dai cittadini di Sassuolo.